# Byron Murphy
Byron Murphy Jr. (Scottsdale, Arizona, 18 de enero de 1998) más conocido como Byron Murphy, es un jugador profesional estadounidense de fútbol americano que se desempeña en la posición de cornerback en Minnesota Vikings, equipo de la National Football League (NFL).

## Carrera
Fue seleccionado en la segunda ronda en la Reunión Anual de Selección de Jugadores de la NFL de 2019. Hizo su debut profesional con el equipo Arizona Cardinals, en el cual jugó cuatro temporadas (2019-2023), luego pasó a Minnesota Vikings, donde lleva jugando una temporada.